# Horace Hood
Horace Lambert Alexander Hood (ur. 2 października 1870 w Londynie, zm. 31 maja 1916 na Morzu Północnym) – brytyjski admirał, dowódca eskadry podczas I wojny światowej, poległ w eksplozji swojego okrętu HMS „Invincible” podczas bitwy jutlandzkiej.

## Życiorys
Urodził się w rodzinie o długich tradycjach służby w Royal Navy, wśród jego przodków był między innymi admirał Samuel Hood, znany jako nauczyciel Nelsona. W 1882 roku, mając 12 lat, Horace Hood został kadetem na okręcie szkolnym HMS „Britannia”, stacjonującym w Dartmouth. Służbę na morzu rozpoczął w trzy lata później, mając opinię najlepszego ucznia swojego rocznika. W 1889 roku służył na HMS „Calliope”, jedynym spośród siedmiu okrętów wojennych trzech państw, stacjonujących w Apia na Samoa, który przetrwał uderzenie cyklonu 15 marca tegoż roku. W 1903 roku otrzymał promocję na stopień komandora (Captain).
W 1910 roku Horace Hood został komendantem Royal Naval College w Osborne House na wyspie Wight. Pozostał na tym stanowisku do 1913 roku, kiedy w maju awansował do stopnia kontradmirała (Rear Admiral), a w czerwcu został sekretarzem Pierwszego Lorda Admiralicji, Winstona Churchilla, do spraw marynarki. Po wybuchu I wojny światowej, jako kontradmirał, dowodził eskadrą trzech monitorów typu Humber, ostrzeliwujących nacierające wojska niemieckie podczas walk w Belgii w październiku 1914 roku.
W maju 1915 roku Hood objął dowództwo 3. Eskadry Krążowników Liniowych, składającej się z HMS „Invincible” (okręt flagowy), HMS „Inflexible” i HMS „Indomitable”. 31 maja 1916 roku dowodząc swoją jednostką wziął udział w bitwie jutlandzkiej. W pojedynku ogniowym z niemieckimi krążownikami liniowymi jego okręt flagowy otrzymał kilka bezpośrednich trafień. Przynajmniej jedno z nich spowodowało eksplozję ładunków w komorach amunicyjnych na śródokręciu i w konsekwencji natychmiastowe zatonięcie jednostki. Spośród liczącej 1032 osoby załogi uratowało się jedynie sześć osób, nie było wśród nich admirała Hooda. Za swą postawę podczas bitwy został on pośmiertnie mianowany komandorem Orderu Łaźni. Wdowa po nim została matką chrzestną wodowanego w 1918 roku krążownika liniowego HMS „Hood”, nazwanego dla uczczenia admirała Samuela Hooda.
Horace Hood został w 1917 roku upamiętniony w nazwie szczytu Mount Hood (2873 m n.p.m.) w paśmie Canadian Rockies.